# Małpia Skałka
Małpia Skałka (około 800 m n.p.m.) - forma skalna w Sudetach Środkowych w Górach Kamiennych, w zachodniej części pasma Gór Suchych.

## Położenie
Małpia Skałka położona jest na terenie Parku Krajobrazowego Sudetów Wałbrzyskich około 3,0 km na południowy zachód od miejscowości Rybnica Leśna i około 2 km na południowy wschód od Sokołowska, w zachodniej części Gór Suchych na północnym zboczu Kostrzyny.
Małpia skałka to ciekawa forma skalna w postaci ostańca powyżej osuwiska skalnego, na stromym zboczu Kostrzyny. Powstała w wyniku erozji mniej odpornych skał (tufów i łupków ilastych) i wypreparowaniu bardziej odpornych na erozję permskich skał wulkanicznych - porfirów, o dużej twardości a jednocześnie kruchych i podatnych na pękanie. Osuwisko głazów na stoku góry Kostrzyna wraz z ostańcem poosuwiskowym stanowi pomnik przyrody nieożywionej prawnie chroniony.

## Turystyka
- Przez obszar osuwiska z ostańcem nie prowadzi szlak turystyczny.